# Aboma etheostoma
Aboma etheostoma − gatunek morskiej ryby z rodziny babkowatych (Gobiidae).

## Występowanie
Zaobserwowano ją na wschodnich wybrzeżach Pacyfiku (Gwatemala, Honduras, Kostaryka, Meksyk, Nikaragua, Panama, Salwador). Preferuje piaszczyste podłoże oceanów, zazwyczaj do 10 metrów głębokości. 

## Charakterystyka
Osiąga do 3,4cm. Wyróżnia się dużymi oczami oraz małymi ustami. Jej ciało jest jasnobrązowe, pokryte cętkami. 